# Meridiano 179 W
O meridiano 179 W é um meridiano (geografia) que, partindo do Polo Norte, atravessa o Oceano Ártico, Ásia, Oceano Pacífico, Oceano Antártico, Antártida e chega ao Polo Sul. Forma um círculo máximo com o meridiano 1 E.
Começando no Polo Norte, o meridiano 179º Oeste tem os seguintes cruzamentos:
| País, território ou mar | Notas |
| ----------------------- | --- |
| Oceano Ártico           | |
| Rússia                  | Okrug Autónomo de Chukotka - Ilha de Wrangel |
| Mar de Chukchi          | |
| Rússia                  | Okrug Autónomo de Chukotka |
| Mar de Bering           | Passa a oeste da ilha Gareloi, Alasca, Estados Unidos · Passa entre as ilhas Unalga e Kavalga, Alasca, Estados Unidos · Passa a oeste da Ilha Ulak, Alasca, Estados Unidos · Passa a leste da Ilha Amatignak, Alasca, Estados Unidos                              |
| Oceano Pacífico         | Passa a leste da ilha Qelelevu, Fiji |
| Fiji                    | Ilha Vanua Balavu |
| Mar de Koro             | Passa a leste da ilha Mago, Fiji · Passa a oeste da ilha Tuvuca, Fiji · Passa a leste da ilha Nayau, Fiji · Passa a oeste da ilha Lakeba, Fiji · Passa a oeste da ilha Vuaqava, Fiji · Passa a oeste da ilha Kabara, Fiji · Passa a oeste da ilha Ono-i-Lau, Fiji |
| Oceano Pacífico         | Passa a oeste de Ono-i-Lau, Fiji |
| Oceano Antártico        | |
| Antártida               | Dependência de Ross, reclamada pela Nova Zelândia |